# Liste der Pfarren im Dekanat Vorderwald-Kleinwalsertal
Das Dekanat Vorderwald-Kleinwalsertal ist ein Dekanat der römisch-katholischen Diözese Feldkirch.

## Seelsorgestellen mit Kirchengebäuden und Kapellen im Vorderwald
| Seelsorgestellen | Pfarrverband | Patrozinium                         | Kirchengebäude und Kapellen | Bild                                |
| ---------------- | ------------ | ----------------------------------- | --- | ----------------------------------- |
| Doren            |              | Hl. Johannes Nepomuk                | Pfarrkirche Doren Kapelle in Brenden, Kapelle in Moos | hl. Johannes Nepomuk                |
| Hittisau         |              | Hl. Drei Könige                     | Pfarrkirche Hittisau Kapelle in Gfäll, Kapelle Maria Heimsuchung in Höfle, Antoniuskapelle im Leckner Tal, Michaelskapelle im Weiler Reute, Kapelle Mariä Himmelfahrt in Sippersegg               | hl. Drei Könige                     |
| Krumbach         |              | Hl. Martin                          | Pfarrkirche Krumbach Rochuskapelle in Ladau, Lourdeskapelle Salgenreute, Antoniuskapelle in Rain                                                                                                  | Hl. Martin                          |
| Langenegg        |              | Unsere Liebe Frau Mariä Heimsuchung | Pfarrkirche Langenegg Michaelskapelle in Finkenbühl | Unsere Liebe Frau Mariä Heimsuchung |
| Lingenau         |              | Hl. Johannes der Täufer             | Pfarrkirche Lingenau Kapelle hl. Anna auf dem Felde | hl. Johannes der Täufer             |
| Riefensberg      |              | Hl. Leonhard                        | Pfarrkirche Riefensberg Annakapelle in Fischers, Kapelle Hll. Martin und Wendelin in Springen | hl. Leonhard                        |
| Sibratsgfäll     |              | Erzengel Michael                    | Pfarrkirche Sibratsgfäll Josefskapelle im Weiler Krinegg, Mariahilfkapelle in Rindbergalpe | hl. Michael                         |
| Sulzberg         |              | Hl. Laurentius                      | Pfarrkirche Sulzberg Leonhardskapelle, Kapelle im Weiler Falz, Mariakapelle in Halden, Theresiakapelle in Hermannsberg, Kapelle in Hompmann, Kapelle in Landrat, Kapelle in Obe, Kapelle in Stein | hl. Laurentius                      |
| Thal             |              | Hl. Franz Xaver                     | Pfarrkirche Sulzberg-Thal Lourdeskapelle, Michaelskapelle | Hl. Franz Xaver                     |

## Seelsorgestellen mit Kirchengebäuden und Kapellen im Kleinwalsertal
| Seelsorgestellen | Pfarrverband | Patrozinium    | Kirchengebäude und Kapellen                                                                            | Bild           |
| ---------------- | ------------ | -------------- | --- | -------------- |
| Baad             |              | Hl. Martin     | Expositurkirche Baad                                                                                   | Hl. Martin     |
| Hirschegg        |              | Hl. Anna       | Pfarrkirche Hirschegg Kriegerdenkmalkapelle, Mariahilfkapelle in Leidtobel, Nikolauskapelle in Wäldele | Hl. Anna       |
| Mittelberg       |              | Hl. Jodok      | Pfarrkirche Mittelberg Lourdeskapelle, Kapelle Maria vom Siege                                         | Hl. Jodok      |
| Riezlern         |              | Mariä Opferung | Pfarrkirche Riezlern Fatimakapelle in Innerschwende, Mariahilfkapelle in Unterwestegg                  | Mariä Opferung |

## Dekanat Vorderwald-Kleinwalsertal
Das Dekanat wird aus dem vorderen Teil des Bregenzerwaldes und des Kleinwalsertales gebildet. Das Dekanat Bregenzerwald gehörte bis 1819 zum Bistum Konstanz bzw. östlich der Breitach und der ganze Tannberg bis 1816 zum Bistum Augsburg. Am 1. Oktober 1961 wurde das Dekanat Bregenzerwald in das Dekanat Vorderwald-Kleinwalsertal und in das Dekanat Hinterwald geteilt.
Dekane
- bis 2013 Ehrenreich Bereuter, Pfarrer in Langen bei Bregenz[1] und des Ortes Thal in der Gemeinde Sulzberg.
- seit 2013 Hubert Ratz Pfarrer in Hittisau